# Real Madrid CF (női csapat)
A Real Madrid Femenino egy spanyol labdarúgócsapat, a Real Madrid CF női szakosztálya, amelyet 2014-ben alapítottak Madridban. A spanyol női Primera División tagja.

## Klubtörténet

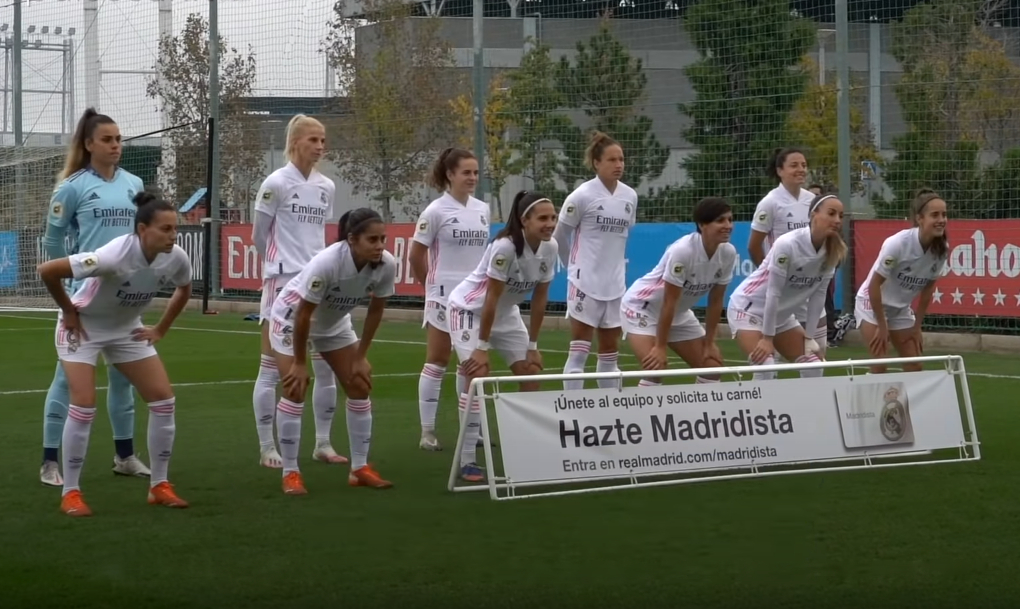
A csapat 2021-ben

A klubot 2014. szeptember 12-én Club Deportivo TACON (Trabajo (munka) Atrevimiento (bátorság) Conocimiento (tudás) Organización (szervezet) Notoriedad (hírnév)) néven alapították meg. A 2015–16-os szezonban még csak az U14-es korosztállyal vettek részt a bajnokságon, majd a következő szezontól a CD Canillas együttesével együttműködve az U19-es korosztályos bajnokságon is részt vettek. A 2016–17-es szezont a másodosztályban kezdték meg, ahol első szezonjukban a csoportjuk 2. helyén végeztek a Madrid CFF mögött. A következő két szezonban a a másodosztály 5. csoportját megnyerték, de csak a 2018–2019-es idényben tudták a rájátszást is megnyerni, így történelmük során először jutottak fel az élvonalba.
2019. június 25-én a Real Madrid igazgatótanácsa megszavazta a klubbal való egyesülést, 2020. július 1-jei hatályba lépéssel. A Tacón a 2019–20-as évadban már a Real Madrid valdebebasi edzőközpontjában játszotta a hazai meccseit, a 2020–21-es szezontól pedig Real Madrid nevét vette használatba. A megállapodás bejelentése után a klub első hivatalos igazolása a svéd válogatott olimpiai ezüst- és világbajnoki bronzérmes Kosovare Asllani személyében érkezett.

## Statisztikák

### Szezonok
CD Tacón néven
| Szezon  | Osztály | Helyezés | Copa de la Reina | Gólkirálynő         |
| ------- | ------- | -------- | ---------------- | ------------------- |
| 2016–17 | 2ª      | 2.       |                  |                     |
| 2017–18 | 2ª      | 1.       |                  |                     |
| 2018–19 | 2ª      | 1.       |                  |                     |
| 2019–20 | 1ª      | 10.      | Negyeddöntő      | Sofia Jakobsson (7) |

Real Madrid néven
| Szezon  | Osztály | Helyezés | Copa de la Reina | Gólkirálynő           |
| ------- | ------- | -------- | ---------------- | --------------------- |
| 2020–21 | 1ª      | 2.       | Negyeddöntő      | Kosovare Asllani (16) |
| 2021–22 | 1ª      | 3.       | Elődöntő         | Esther González (14)  |

## Sikerlista

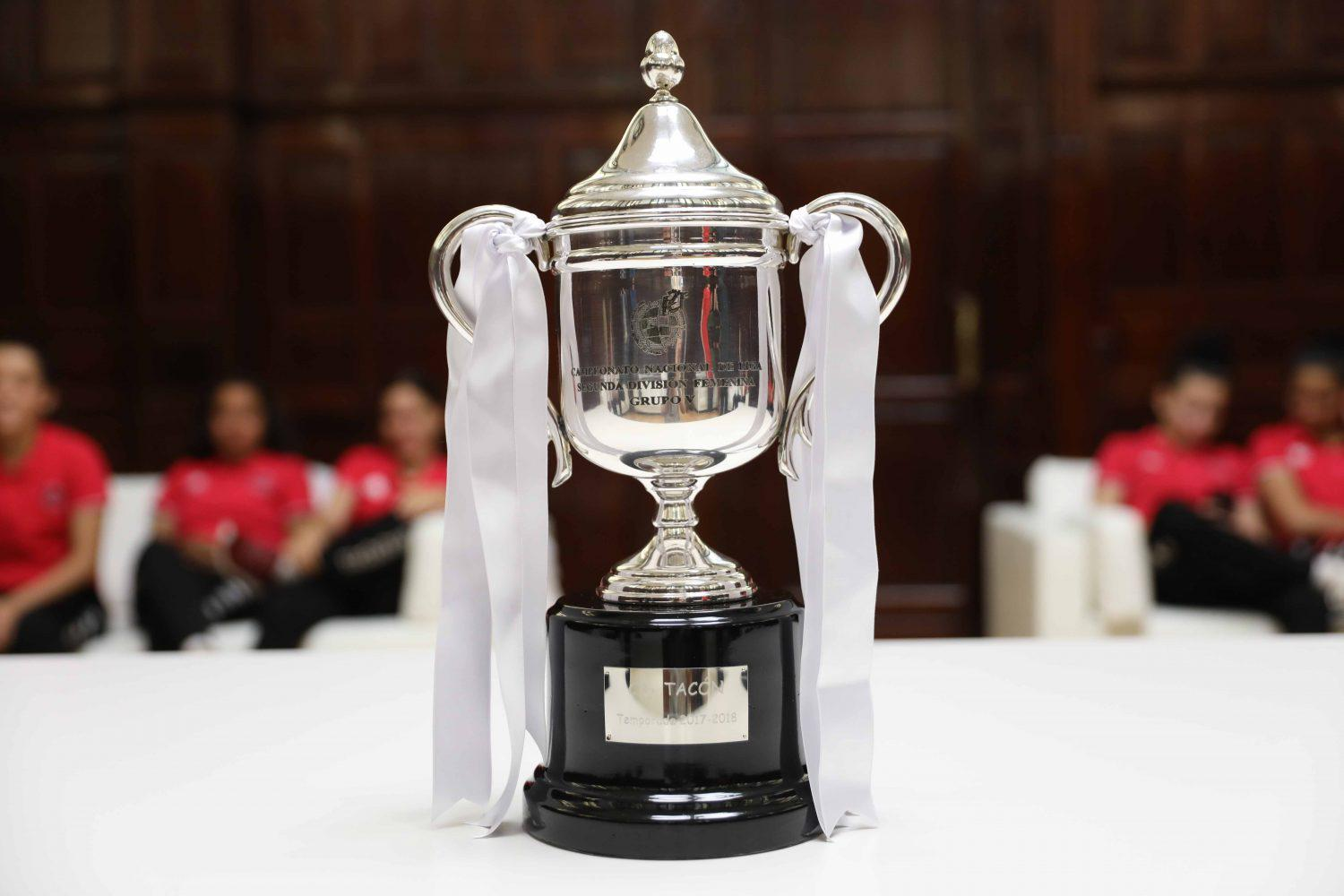
A CD TACON két alkalommal végzett a másodosztály élén

- Bajnoki ezüstérmes (1): 2020–21
- Bajnoki bronzérmes (1): 2021–22
- Másodosztályú bajnok (2): 2017–18*, 2018–19*
- Másodosztályú ezüstérmes (1): 2016–17*

 *  Club Deportivo TACON néven

## Játékoskeret

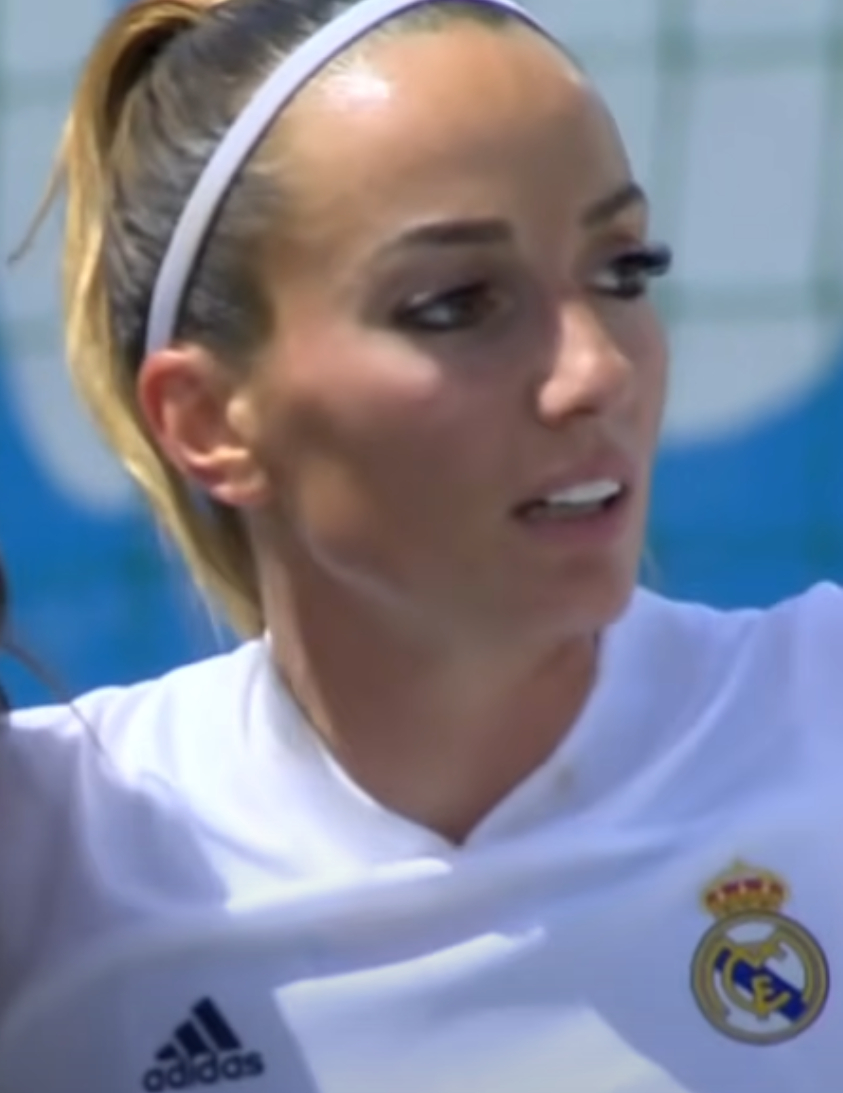
Kosovare Asllani a Real Madrid első igazolt játékosa

2023. február 24-től
| #  |     | Poszt | Név                |
| -- | --- | ----- | ------------------ |
| 1  | ESP | K     | Misa Rodríguez     |
| 13 | FRA | K     | Méline Gérard      |
| 2  | MEX | V     | Kenti Robles       |
| 4  | ESP | V     | Rocío Gálvez       |
| 5  | ESP | V     | Ivana Andrés       |
| 7  | ESP | V     | Olga Carmona       |
| 14 | BRA | V     | Kathellen          |
| 15 | ESP | V     | Claudia Florentino |
| 17 | ESP | V     | Marta Corredera    |
| 18 | ESP | V     | Lucía Rodríguez    |
| 23 | DEN | V     | Sofie Svava        |
| 3  | ESP | KP    | Teresa Abelleira   |
| 6  | FRA | KP    | Sandie Toletti     |

| #  |     | Poszt | Név                  |
| -- | --- | ----- | -------------------- |
| 8  | ESP | KP    | Maite Oroz           |
| 11 | SCO | KP    | Caroline Weir        |
| 21 | ESP | KP    | Claudia Zornoza      |
| 24 | SWE | KP    | Freja Olofsson       |
| 9  | ESP | CS    | Nahikari García      |
| 10 | ESP | CS    | Esther González      |
| 12 | ESP | CS    | Lorena Navarro       |
| 16 | DEN | CS    | Caroline Møller      |
| 19 | COL | CS    | Linda Caicedo        |
| 20 | FRA | CS    | Naomie Feller        |
| 22 | ESP | CS    | Athenea del Castillo |
| 34 | ESP | CS    | Carla Camacho        |

## Korábbi híres játékosok
| - Sheyla Andrino - Ariana Arias - Ainoa Campo - Patricia Carballo - Marta Cardona - Sara Ezquerro - Yohana Gómez - Esther Martín-Pozuelo - Paula Partido - María Portolés - Laura del Río - María Ruiz - Lucía Suárez | - Chioma Ubogagu - Malena Ortiz - Samara Ortiz - Daiane Limeira - Thaísa - Camila Sáez - Aurélie Kaci - Babett Peter - Osinachi Ohale - Jessica Martínez - Kosovare Asllani - Sofia Jakobsson - Yamila Badell |